# ボゴリュボヴォ
座標: 北緯56度11分41秒 東経40度31分51秒 / 北緯56.19472度 東経40.53083度

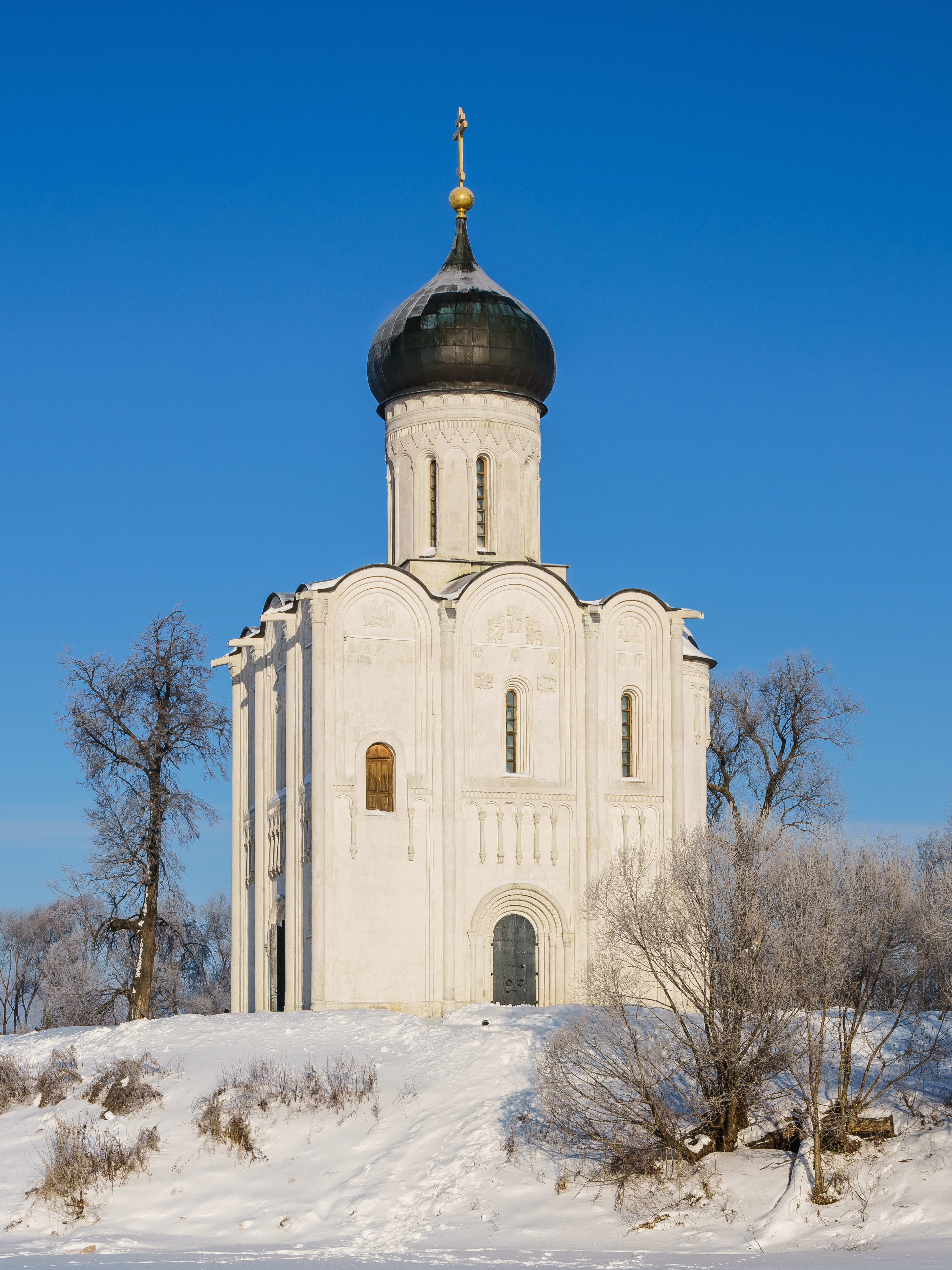
ネルリの生神女庇護聖堂

ボゴリュボヴォ（ボゴリューボヴォ、ロシア語: Боголю́бово, 英語: Bogolyubovo）は、ロシア・ヴラジーミル州スズダルスキー地区にある町。人口は3,611人（2015年）。州都ウラジーミルから北東へ10kmほど離れた近郊にあり、クリャージマ川とネルリ川の合流点に位置している。
ボゴリュボヴォには、ウラジーミル・スーズダリ大公国の大公でウラジーミルを国の中心としたアンドレイ・ボゴリュブスキー（アンドレイ1世）の居城があった。アンドレイは大公即位から間もない1158年、ネルリ川がクリャージマ川に合流する地点に新たな居城の建設を命じ、1165年にかけて築かれた。この地はクリャージマ川を経てオカ川、ヴォルガ川水系へとつながる水運の便の良さから宮廷の場所に選ばれている。一方でロシア正教会では、アンドレイ・ボゴリュブスキーが生神女マリヤの姿を見る奇跡の起こった地にボゴリュボヴォの町が建てられたと信じられている。その場所には1165年にネルリの生神女庇護聖堂が建てられている。アンドレイがボゴリュボヴォの居城で1177年に殺されると、ボゴリュボヴォはリャザン公グレプにより略奪され衰退し、1230年代にはルーシに侵攻したモンゴル帝国が城郭を破壊した。城の塔や城壁の跡は現在も見ることができる。
ボゴリュボヴォには17世紀に大きな修道院が築かれたが、十月革命後には閉鎖され、ソビエト連邦の崩壊後の1992年に復活した。ネルリの生神女庇護聖堂は1165年の創建以来のまま今日まで残り、中世ロシア建築の代表的な傑作として世界的に知られている。1992年、ボゴリュボヴォのアンドレイの城跡およびネルリの生神女庇護聖堂は、世界遺産「ウラジーミルとスーズダリの白亜の建造物群」の一部に指定された。

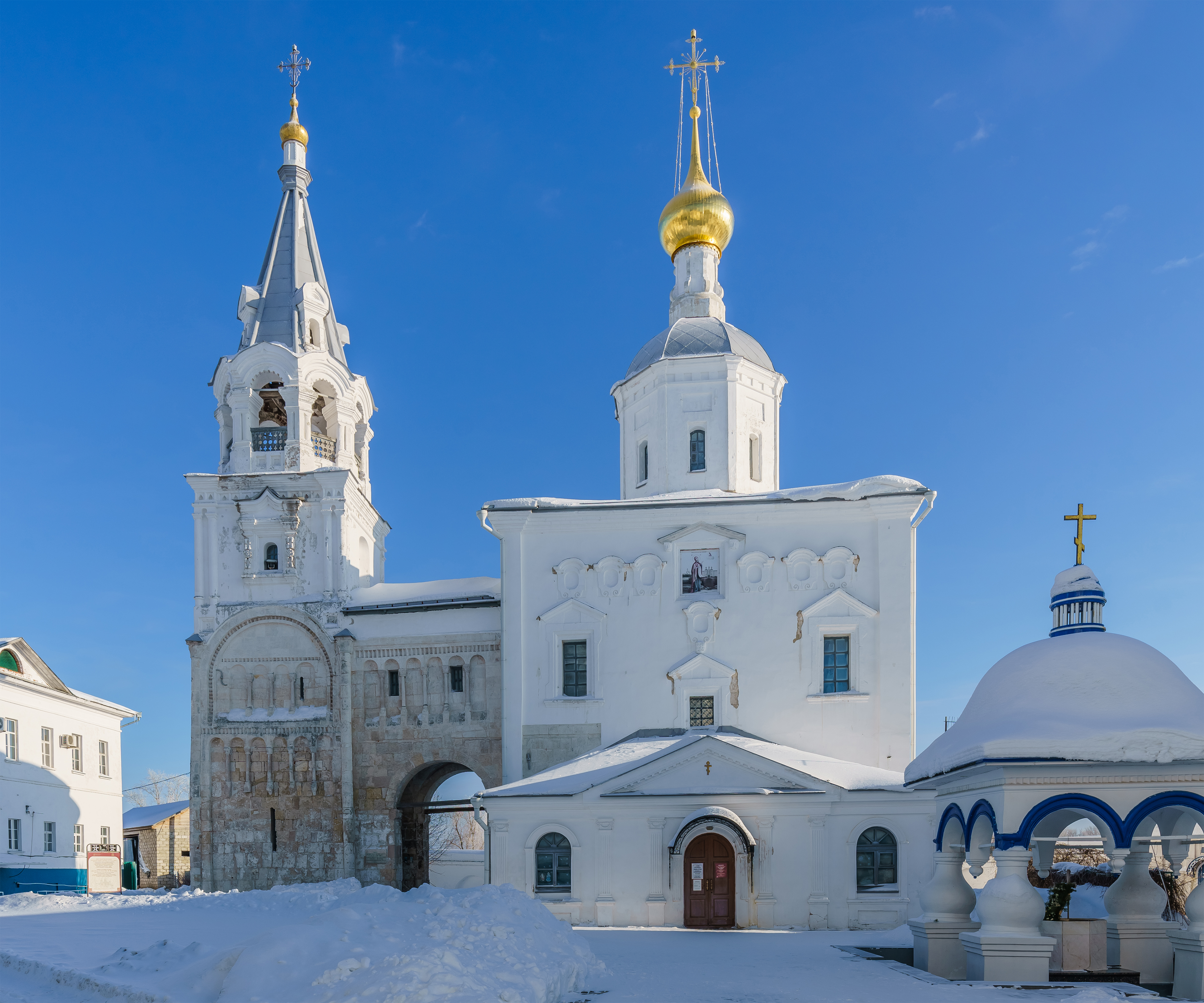
生神女誕生大聖堂
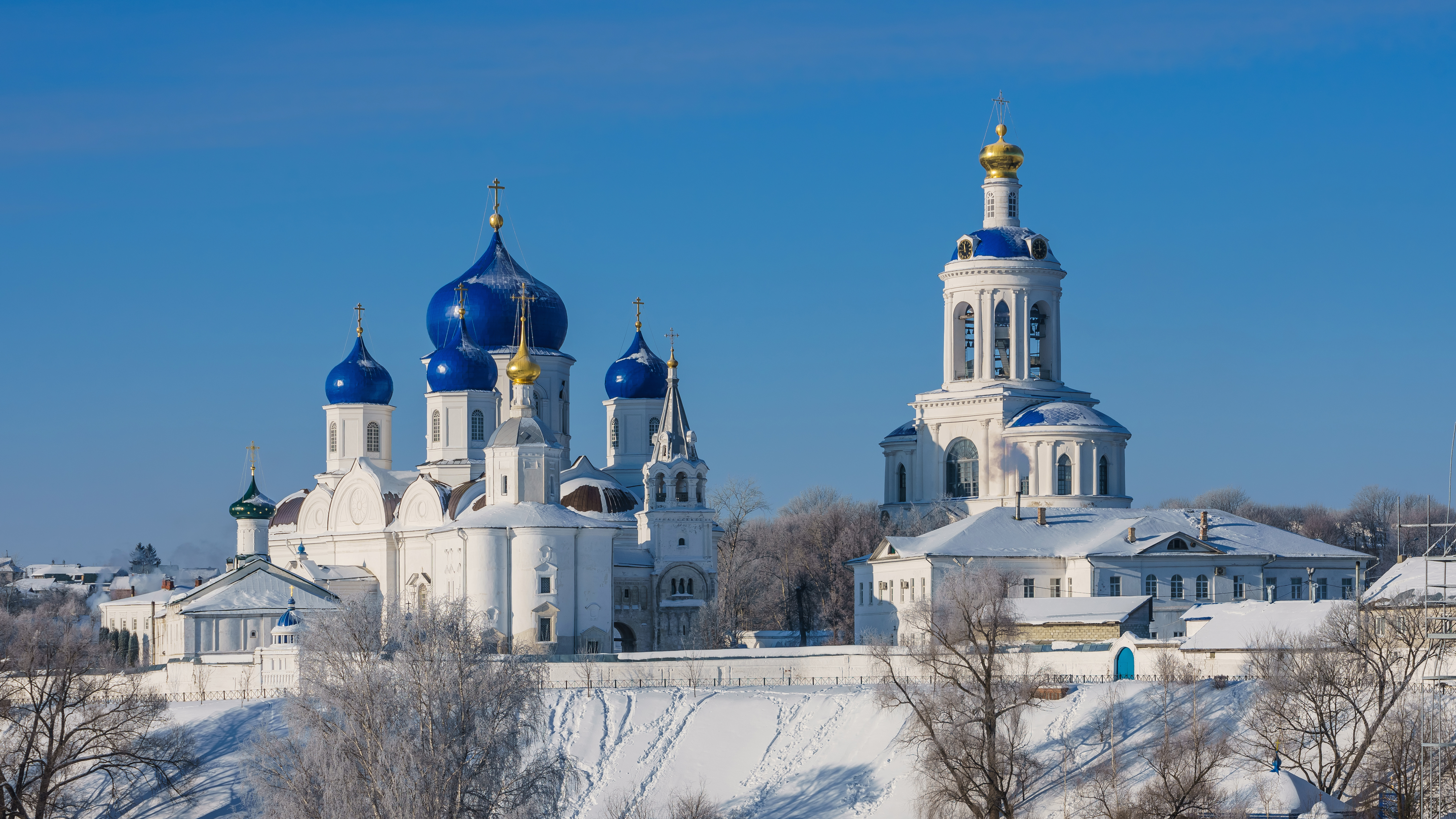
ボゴリュボヴォの修道院
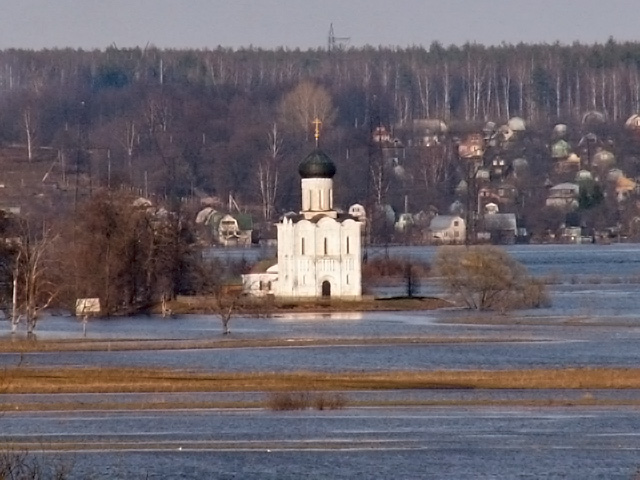
ネルリの生神女庇護聖堂、春先の増水時